# Wu Qian
Wu Qian (en hanja, 吴倩) (Provincia de Hubei, China, 26 de septiembre de 1992) también conocida como Janice Wu, es una actriz china.

## Biografía
Estudió en la Universidad de Wuhan.
En marzo de 2021 se confirmó que estaba casada con el actor Zhang Yujian y que la pareja tenía una hija. En febrero de 2022 se anunció que la pareja se había divorciado.

## Carrera
Es miembro de la agencia "Zhejiang Huace Film & TV".
Ese mismo mes se anunció que los medios de comunicación de Hong Kong, la habían elegida como una de las "novias de la parte continental", junto a las actrices Yang Zi, Xing Fei y Shen Yue.
En 2015 se unió al elenco recurrente de la serie My Sunshine donde interpretó a Zhao Mosheng de joven. Papel interpretado por la actriz Tiffany Tang de adulta.
En octubre del 2018 se unió al elenco principal de la serie An Oriental Odyssey donde dio vida a Ye Yuanan, una joven que se une a Zhao Lanzhi (Zhang Yujian), un oficial de alto rango con integridad y a Mu Le (Zheng Yecheng) para resolver casos, hasta el final de la serie en diciembre del mismo año.
Ese mismo año se unió al elenco recurrente de la serie Ruyi's Royal Love in the Palace donde interpretó a Tian Yunjiao, una de las concubinas de Aisin-Gioro Yongqi (Qu Chuxiao), quien es manipulada por la Emperatriz Wei Yanwan (Li Chun).
El 25 de marzo del 2019 se unió al elenco principal de la serie The Brightest Star in the Sky (夜空中最闪亮的星) donde dio vida a la gerente Yang Zhenzhen, hasta el final de la serie el 6 de mayo del mismo año.
El 29 de abril del mismo año se unió al elenco principal de la serie Le Coup de Foudre donde interpretó a Zhao Qiaoyi, una asistente que termina enamorándose de Yan Mo (Zhang Yujian), un joven diseñador de productos de su compañía "Panda", hasta el final de la serie el 5 de junio del mismo año.
El 19 de marzo del 2020 se unió al elenco principal de la serie Skate Into Love donde dio vida a Tang Xue, una joven patinadora de velocidad sobre hielo que termina enamorándose de su amigo de la infancia Li Yubing (Zhang Xincheng), un jugador de hockey sobre hielo, hasta el final de la serie el 9 de abril del mismo año.

## Filmografía

### Series de televisión
| Año  | Título                             | Personaje               | Notas                     |
| ---- | ---------------------------------- | ----------------------- | ------------------------- |
| TBA  | The Light of Life                  | -                       | [ 14 ] [ 15 ]             |
| TBA  | Braveness of the Ming              | Tang Sai'Er             | (filmada en 2018)         |
| TBA  | New Generation: Happiness Method   | Liu Shilan              |                           |
| TBA  | Sui Shi Ji                         | Li Chaichai             |                           |
| 2021 | You Are My Glory                   | Chen Xue                | (aparición especial)      |
| 2021 | Flourish in Time                   | Maestra Lei             |                           |
| 2021 | Faith Makes Great                  | Song Xi                 | historia: "Nv Bing Tu Ji" |
| 2021 | Octogenarians and the 90s          | Ye Xiaomei              | 43 episodios              |
| 2021 | Beauty From Heart                  | Tao Xiaoting            | 45 episodios              |
| 2020 | Black Lighthouse                   | Qiao Ruo                | 30 episodios              |
| 2020 | Skate Into Love                    | Tang Xue                | 40 episodios              |
| 2019 | Le Coup de Foudre                  | Zhao Qiaoyi             | 35 episodios              |
| 2019 | The Brightest Star in the Sky      | Yang Zhenzhen           | 44 episodios              |
| 2018 | Ruyi's Royal Love in the Palace    | Tian Yunjiao            |                           |
| 2018 | An Oriental Odyssey                | Ye Yuanan               | 50 episodios              |
| 2017 | A Life Time Love                   | Yi Li                   |                           |
| 2017 | Fighter of The Destiny             | Bai Luoheng             |                           |
| 2016 | The Fox Fairy Court                | Yu Xiaocui              | 40 episodios              |
| 2016 | My Amazing Boyfriend               | Tian Jingzhi            | 28 episodios              |
| 2015 | Cherish Love                       | Zhao Wenli              |                           |
| 2015 | A Scholar Dream of Woman           | Xuan Mingyue            |                           |
| 2015 | My Sunshine                        | Zhao Mosheng (de joven) |                           |
| 2014 | The Deer and the Cauldron          | Mu Jianping             |                           |
| 2014 | Young Sherlock                     | Tong Mengxi             |                           |
| 2014 | Heroes of Sui and Tang Dynasties 4 | Zhu Qianqian            |                           |
| 2012 | Heroes of Sui and Tang Dynasties   | Zhu Qianqian            |                           |

### Películas
| Año  | Título   | Personaje    | Notas                                                                           |
| ---- | -------- | ------------ | ------------------------------------------------------------------------------- |
| 2020 | Catman   | Miao Xiaowan | junto a Oh Sehun, Liu De-kai, Song Weilong y Xu Ke                              |
| 2016 | Love O2O | Xiao Ling    | junto a Jing Boran, Angelababy, Bai Yu, Tan Songyun, Cheng Yi, Li Qin y Li Xian |

### Programas de televisión
| Año  | Título                          | Notas                  |
| ---- | ------------------------------- | ---------------------- |
| 2016 | Happy Camp                      | 2 episodios - invitada |
| 2015 | Survivor Games (跟着贝尔去冒险) | miembro                |

### Apariciones en vídeos musicales
| Año  | Artista      | Canción               | Notas |
| ---- | ------------ | --------------------- | ----- |
| 2017 | Eric Choi    | «The Chaos After You» |       |
| 2015 | Michael Wong | «Tian Jin Jue»        |       |
| 2015 | Luhan        | «Promise»             |       |

### Endorsos
| Año    | Título | Notas    |
| ------ | ------ | -------- |
| 2020 - | Aquair | Portavoz |

## Discografía
| Año  | Título                      | Álbum                         | Notas |
| ---- | --------------------------- | ----------------------------- | ----- |
| 2018 | Twilight Cold Snow (暮雪凉) | OST de "An Oriental Odyssey"  |       |
| 2016 | Lying to Myself (骗自己)    | OST de "My Amazing Boyfriend" |       |

### Otros
| Año  | Canción | Álbum                                                  | Notas                                                                                            |
| ---- | ------- | ------------------------------------------------------ | ------------------------------------------------------------------------------------------------ |
| 2020 | -       | Lanzado por China Federation of Literary & Art Circles | (Canción y mensajes para apoyar a quienes luchan contra el coronavirus) - junto a otros artistas |

## Premios y nominaciones
| Año  | Categoría                         | Premios                      | Trabajo              | Resultado |
| ---- | --------------------------------- | ---------------------------- | -------------------- | --------- |
| 2016 | Most Popular Actress (Web series) | 1st Golden Guduo Media Award | My Amazing Boyfriend | Ganó      |